# Joaquín Nin-Culmell
Joaquín María Nin-Culmell (ur. 5 września 1908 w Berlinie, zm. 14 stycznia 2004 w Berkeley) – kubański kompozytor i pianista.

## Życiorys
Był synem kompozytora Joaquína Nina. Uczył się w Schola Cantorum de Paris, następnie studiował u Paula Dukasa w Konserwatorium Paryskim. W latach 1930–1934 kształcił się prywatnie u Manuela de Falli w Granadzie. Gry na fortepianie uczył się u Alfreda Cortota i Ricardo Viñesa. Debiutował publicznie jako pianista w 1931 roku i przez kilka lat koncertował w Europie. W 1938 roku wyjechał do Stanów Zjednoczonych, w 1951 roku otrzymał obywatelstwo amerykańskie. Wykładał na Williams College w Williamstown w stanie Massachusetts (1940–1950) oraz na Uniwersytecie Kalifornijskim w Berkeley (1950–1974).
Opublikował pracę The music of Cuba (Waszyngton 1943).

## Twórczość
Jego twórczość kompozytorska osadzona jest w ramach hiszpańskiej tradycji muzycznej, nawiązuje do dorobku Manuela de Falli. 

## Wybrane kompozycje
(na podstawie materiałów źródłowych)

### Utwory orkiestrowe
- Homenaje a Falla (1933)
- Koncert fortepianowy (1946)
- 3 Piezas antiguas espanolas (1961)
- Diferencias (1962)
- Koncert wiolonczelowy (1962)

### Utwory kameralne
- Trio fortepianowe (1929)
- Kwintet fortepianowy (1936)
- Suita na wiolonczelę solo (1964)
- Celebration for Julia na kwartet smyczkowy i dzwonki (1981)

### Utwory na gitarę
- 6 Variations and Theme by Luis de Milán (1945)
- La Matilda y El Emilio (1990)

### Utwory fortepianowe
- Tres impresiones (1929)
- Sonata brève (1932)
- 3 Homages (1941)
- Tonadas (4 zeszyty, 1959–1961)
- Alejandro y Luis (1983)
- 12 Danzas Cubanas (1985)

### Utwory organowe
- Variations on a Theme by Bach (1987)
- Sinfonia de los Misterios (1994)

### Utwory wokalno-instrumentalne
- 2 poemas de Jorge Manrique na sopran i kwartet smyczkowy (1936)
- Missa in honorem Sanctae Rosae na chór i instrumenty dęte blaszane (1963)
- Cantata del Padre Pradas na głos, klawesyn i smyczki (1966)
- Dedication Mass na chór i organy (1970)
- 6 Popular Sephardic Songs na głos i organy lub fortepian (1982)
- 10 de Octubre! na chór i instrumenty dęte (1990)
- Ragpicker’s Song na chór i fortepian (1995)

### Opera
- La Celestina (1965–1985)

### Balety
- Don Juan (1959)
- El burlador de Sevilla (1965)
- Le rêve de Cyrano (1978)